# Llansannan
Llansannan – wieś położona w hrabstwie Conwy w północnej Walii. Leży na brzegu rzeki Aled około 8 mil na południe od Abergele. W 2001 wieś liczyła 1291 mieszkańców.